# Mecyna biternalis
Mecyna biternalis is een vlinder uit de familie van de grasmotten (Crambidae), uit de onderfamilie van de Spilomelinae. De wetenschappelijke naam van deze soort is voor het eerst voorgesteld als Botys biternalis door Josef Johann Mann in een publicatie uit 1862.
De soort komt voor in Bulgarije en Turkije.